# Dimeria fischeri
Dimeria fischeri är en gräsart som beskrevs av Norman Loftus Bor. Dimeria fischeri ingår i släktet Dimeria och familjen gräs. Inga underarter finns listade i Catalogue of Life.